# William Trevor
William Trevor Cox (Mitchelstown, 24 maggio 1928 – Devon, 21 novembre 2016) è stato uno scrittore e drammaturgo irlandese.
Membro del collettivo Aosdána, Trevor ha vissuto nel Devon, nel sud-ovest dell'Inghilterra, dal 1954. Nel corso della sua lunga carriera ha scritto diversi romanzi e centinaia di racconti, ed è considerato uno dei maggiori scrittori contemporanei di racconti in lingua inglese. Ha vinto il Whitbread Prize tre volte ed è stato cinque volte finalista del Booker Prize; il suo nome è stato spesso accostato ad un possibile Premio Nobel per la Letteratura.

## Opere

### Romanzi
- A Standard of Behaviour, 1958
- The Old Boys, 1964, vincitore dell'Hawthornden Prize
- The Boarding House, 1965
- The Love Department, 1966
- Mrs Eckdorf in O'Neill's Hotel, 1969, finalista al Booker Prize
- Miss Gomez and the Brethren, 1971
- Elizabeth Alone, 1973
- Giochi da ragazzi (The Children of Dynmouth), 1976, vincitore del Whitbread Prize e finalista al Booker Prize
- The Distant Past, 1979
- Other People's Worlds, 1980
- Marionette del destino (Fools of Fortune), 1983, vincitore del Whitbread Prize
- Nights at the Alexandra, 1987
- The Silence in the Garden, 1988
- Two Lives, 1991, finalista al Booker Prize per Reading Turgenev
- Il viaggio di Felicia (Felicia's Journey), 1994, vincitore del Whitbread Prize
- Morte d'estate (Death in Summer), 1998
- Gli scapoli delle colline (The Hill Bachelors), 2000
- La storia di Lucy Gault (The Story of Lucy Gault), 2002, finalista al Booker Prize
- Regole d'amore (A Bit on the Side), 2004
- L'amore, un'estate (Love and Summer), 2009